# علاقات اجتماعية صينية
العلاقات الاجتماعية الصينية هي علاقات اجتماعية تتميز بشبكة اجتماعية تقوم على المعاملة بالمثل. وغالبًا ما تتسم الالتزامات الاجتماعية في الشبكة بالسمات الأسرية. والرابط المفرد مع الشبكة الاجتماعية معروف باسم جوانكسي (关系/關係) في حين أن المشاعر الموجودة في هذا الرابط يطلق عليها اسم جانكينج (感情). ومن المفاهيم الهامة في العلاقات الاجتماعية الصينية مفهوم الوجه، كما هو الحال في العديد من الثقافات الأسيوية الأخرى. ومن المفاهيم المتعلقة بالبوذية مفهوم يوانفين (缘分/緣分).
وكما هو واضح في الأعمال الاجتماعية للأكاديمي الصيني الرائد فاي تشياوتونج، فإن المجتمع الصيني، على خلاف المجتمعات الأخرى، يميل إلى النظر إلى العلاقات الاجتماعية على أنها شبكات وليس على أنها مربعات. وبالتالي، يتم النظر إلى أن الأشخاص يكونون «قريبين» أو «بعيدين» وليس «في الداخل» أو «في الخارج».